# 모리스 알레
모리스 알레(Maurice Félix Charles Allais , 1911년 5월 31일~2010년 10월 9일)는 프랑스의 경제학자이다. 시장과 자원의 효율적인 이용에 관한 이론의 선구적인 공헌을 기리기 위해 1988년 노벨 경제학상을 수상했다. 일식에서 진자의 움직임을 관측하여 알레 효과를 발견했다.